# John Buford
Pour les articles homonymes, voir Buford.
John Buford, Jr. (4 mars 1826 - 16 décembre 1863)  est un officier de cavalerie de l'armée des États-Unis qui joue un rôle important durant la guerre de Sécession, en particulier au tout début de la bataille de Gettysburg : il détermine le choix du terrain, qui sera favorable aux Unionistes.

## Jeunesse
John Buford nait dans le comté de Woodford (Kentucky), dans une famille d'origine anglaise. Il y a parmi les ancêtres Buford deux combattants connus de la guerre d'indépendance des États-Unis, en particulier Abraham Buford (en), un « patriot » rescapé du « massacre de Waxhaw » perpétré par les Britanniques. John Buford est élevé à Rock Island (Illinois) à partir de l'âge de 8 ans. Son père est un politicien démocrate en vue, et un opposant politique d'Abraham Lincoln. Son demi-frère, Napoleon Bonaparte Buford, devient major general de l'armée fédérale, cependant que son cousin, Abraham Buford, devient « brigadier general » de l'armée confédérée.
John étudie pendant un an au Knox College de Galesburg (Illinois).
Il est accepté en 1848 à West Point. Il y côtoie entre autres Fitz John Porter (classe 1845), George B. McClellan (classe 1846), Thomas J. Jackson, le futur « Stonewall Jackson », (classe 1846), George Pickett   (classe 1846), et deux futurs commandants et amis : George Stoneman (classe 1846) et Ambrose Burnside (classe 1847). Dans la classe 1847 se trouvent aussi A.P. Hill  et Henry Heth, que Buford affronte au début de la Bataille de Gettysburg, le 1er juillet 1863.
Buford sort de West Point (16e sur 38) et obtient un brevet de 2d lieutenant au 1er régiment de dragons. Il passe l'année suivante au 2° Dragons, sert au Texas et contre les Sioux.
Il participe au maintien de la paix au moment des événements du Bleeding Kansas et sert dans la guerre de l'Utah en 1858. Il est en garnison à « Fort Crittenden » (originellement nommé « Camp Floyd ») dans l'Utah de 1859 à 1861.
Buford étudie les livres du général John Watts de Peyster, qui écrit que la ligne d'escarmouche doit devenir la nouvelle ligne de bataille.

## Pendant la guerre de Sécession

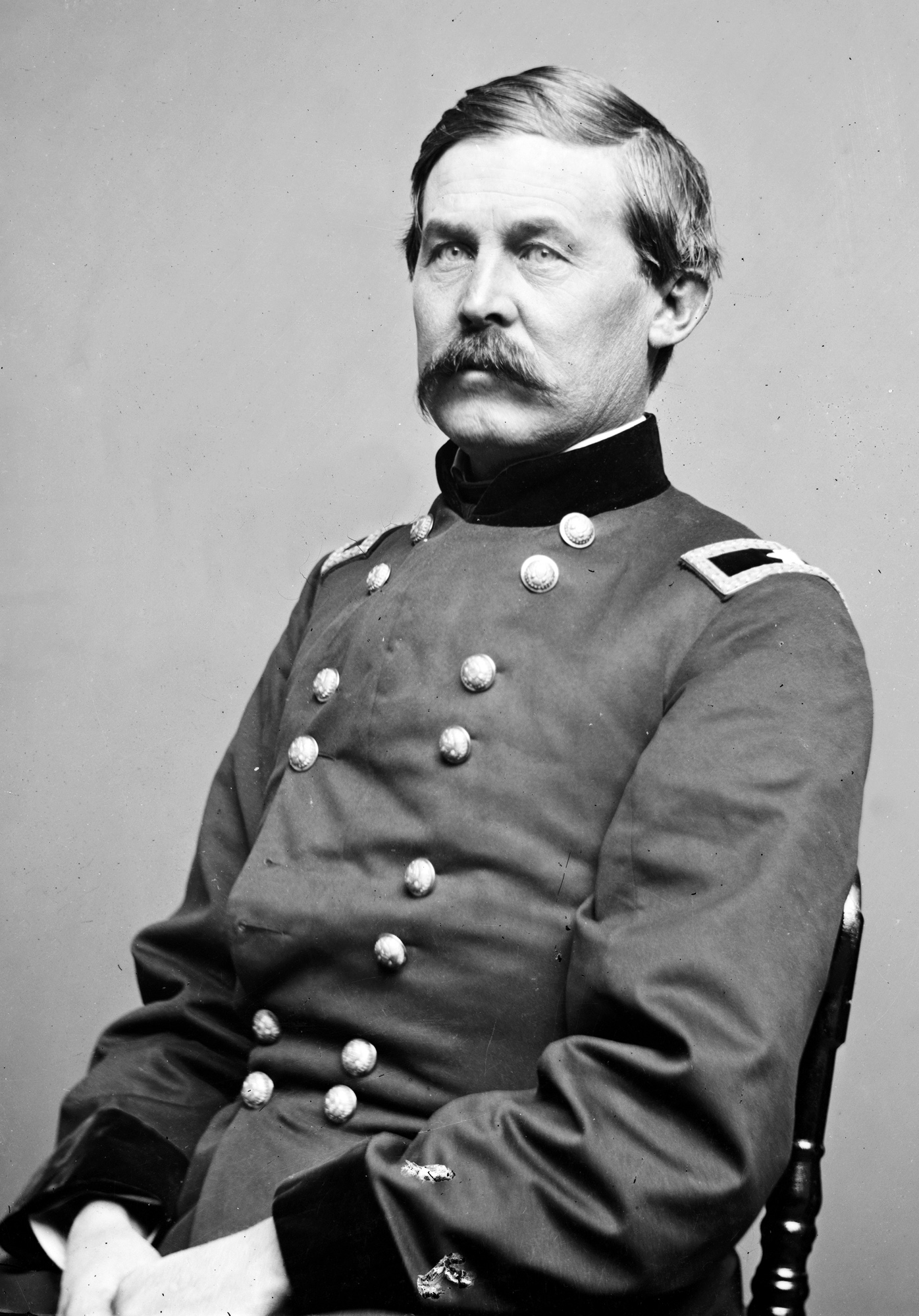
John Buford (photo au collodion humide prise dans les années 1860-1863)

Pendant toute l'année 1860 les rumeurs de sécession et de guerre courent, et elles se concrétisent quand finalement le Pony Express apporte dans l'Utah la nouvelle du bombardement du fort Sumter (11 avril 1861). Comme beaucoup d'anciens élèves de West Point, Buford doit choisir entre le Nord et le Sud. Vu son contexte familial, Buford est tenté d'opter pour le Sud : il est du Kentucky, son père possède des esclaves, la famille de sa femme milite pour le sud. Mais par ailleurs Buford a été éduqué dans le nord, y a mûri après son entrée dans l'armée. De plus deux de ses maîtres, les colonels Harney et Cooke, sont originaires du Sud, mais ils optent pour le Nord. Enfin Buford aime son métier, et son séjour dans les confins du Far West a coupé ses liens avec le Sud.
John Gibbon, un capitaine d'artillerie originaire de Caroline du Nord, est en garnison avec Buford et doit faire face au même dilemme que son ami. Il décrit dans ses souvenirs écrits après-guerre comment Buford a décidé d'opter pour le Nord. Buford dit à Gibbon qu'il vient de recevoir une lettre du Kentucky : le gouverneur de l'État lui demande de rallier le Kentucky, et l'assure qu'il lui donnera tout ce qu'il demandera... « Et qu'as-tu répondu, John ? » demande Gibbon. Buford répond, avec son débit assez lent : « Que je suis capitaine de l'armée des États-Unis, et que je le reste ! »
En novembre 1861, Buford est nommé major, et en juillet 1862, après avoir participé pendant plusieurs mois à la défense de Washington, il est nommé brigadier général d'un corps de volontaires. Puis il est nommé commandant de la cavalerie du IIe corps de l'Armée de Virginie, aux ordres du général John Pope. Sa cavalerie se distingue lors de la seconde bataille de Bull Run : Buford conduit une charge à la fin de la bataille, et est blessé au genou par une balle.
Guéri, il est nommé chef de la cavalerie de la nouvelle Armée du Potomac, sous George B. McClellan et Ambrose Burnside. Mais il se lasse vite de ce poste de bureaucrate, et il demande à reprendre du service sur le terrain.

Buford (assis dans un fauteuil) et ses officiers debout. À sa droite, l'Irlandais Myles Keogh, qui meurt avec Custer à Little Big Horn

Pendant la campagne du Maryland menée par McClellan, Buford participe à la bataille de South Mountain, et à la bataille d'Antietam (il remplace alors le brigadier général George Stoneman dans l'état-major de McClellan).
Lors du raid de Stoneman (1863), Hooker prend soin de donner à Stoneman un adjoint de valeur : Buford, qu'il met à la tête de la « Brigade de Réserve » (1re division, cavalerie de l'armée du Potomac) ; l'énergie de Buford, contrastant avec le manque de pugnacité de Stoneman, évitera que l'expédition ne tourne au désastre : il assure en particulier la couverture de la retraite vers les lignes unionistes.
Après la bataille de Chancellorsville, Stoneman est limogé, et c'est le major général Alfred Pleasonton qui est nommé à la tête de la cavalerie US ; Hooker, alors tombé en disgrâce, dira par la suite que Buford aurait été un meilleur choix.
Buford dirige sa nouvelle unité lors de la bataille de Brandy Station (la plus grande bataille de cavalerie de la guerre, au cours de laquelle la cavalerie US se hisse au niveau de la cavalerie confédérée), puis lors de la bataille d'Upperville.

## Gettysburg

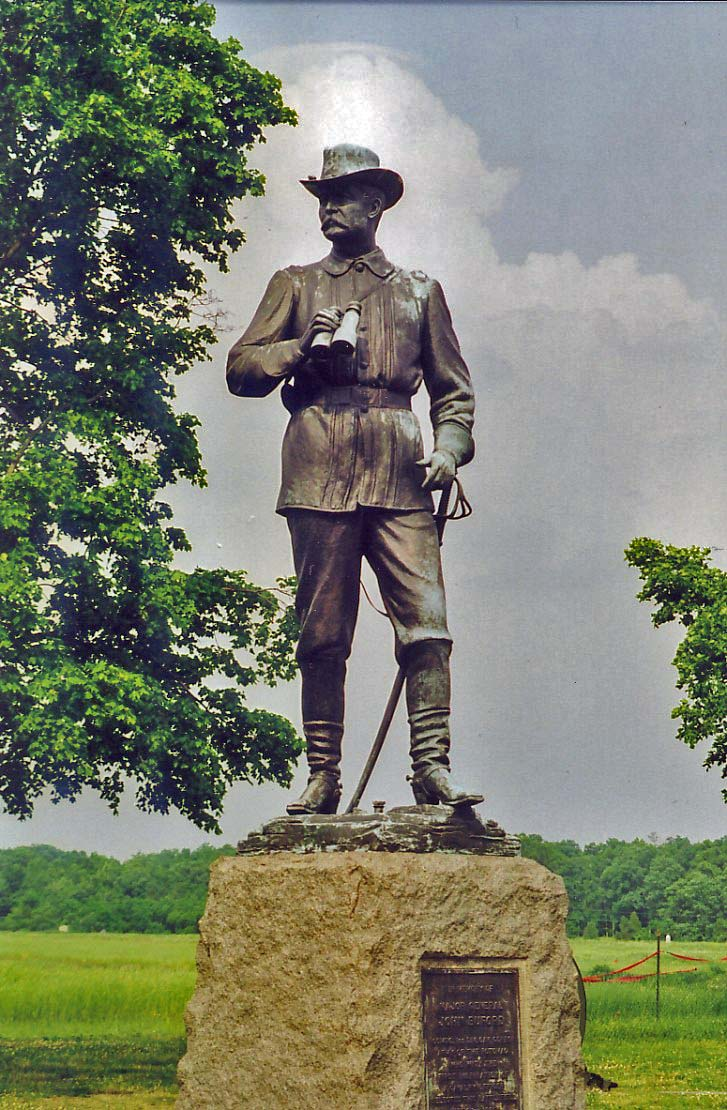
Statue en mémoire de John Buford sur le champ de bataille de Gettysburg.

C'est à Buford que les fédéraux doivent le choix du terrain favorable dès le début de la décisive bataille de Gettysburg : le 30 juin 1863, Buford entre dans la petite ville, comprend que les confédérés sont rassemblés en masse à proximité de ce point hautement stratégique (une redoute naturelle) et s'y maintient. Le lendemain 1er juillet, Buford et ses hommes résistent habilement aux attaques de Henry Heth et de A.P. Hill, et la bravoure et la ténacité de ses cavaliers à pied donnent au major général John F. Reynolds et à son 1er corps de l'armée du Potomac le temps d'arriver à Gettysburg. Dans la nuit, l'infanterie et l'artillerie fédérales se mettent en place et se retranchent sur les crêtes entourant le village, si bien que les 2 et 3 juillet, les assauts des confédérés déferlent en vain sur la position puissamment défendue. Buford, par son anticipation, son sens tactique et ses qualités de chef, a donc contribué d'une façon décisive à la victoire de Gettysburg.
Après Gettysburg, Pleasonton envoie Buford se réapprovisionner et se renforcer à Emmitsburg, dans le Maryland : une décision inopportune qui dégarnit le flanc gauche de l'armée fédérale. Cependant, alors que les confédérés font retraite vers le Potomac sans que Meade ne cherche à parachever leur défaite, Buford poursuit les sudistes et les attaque, en particulier à Warrenton en Virginie et lors de la seconde bataille de Funkstown (10 juillet 1863).
Ultérieurement, en Virginie centrale, Buford se rend particulièrement utile en protégeant le mouvement de recul du major général George G. Meade (campagne de Bristoe, octobre 1863).
Comme l'a écrit le major général John Watts de Peyster : « Le héros de Oak Ridge fut John Buford… Non seulement il s'est montré extrêmement tenace, mais son exemple personnel a incité ses cavaliers à tenir sous le feu aussi bien que des fantassins. »
Et le brigadier général Theo. F. Rodenbough a écrit : « Buford méprisait l'ostentation et la bravacherie de certains traineurs de sabre de la cavalerie. Modeste, il ne recherchait pas les louanges qu'aurait pu pourtant lui valoir à juste titre son courage calme, son élan lors des attaques, et surtout son souci constant des hommes dont il était responsable. »

## Mort
À la mi-décembre 1863, John Buford, très gravement malade (probablement une typhoïde), est alité à Washington chez son ami George Stoneman. Le 16 décembre Stoneman demande qu'il soit promu « major general », et Abraham Lincoln accepte : « On m'informe que le général Buford va vraisemblablement mourir avant la fin de la journée. Il me semble évident qu'il doit être nommé « major general » pour conduite distinguée et méritante à la bataille de Gettysburg. » On annonce sa promotion à Buford, qui murmure « C'est bien vrai ? » puis « C'est trop tard, j'aimerais tant vivre… ».
Buford est assisté dans ses derniers moments par son aide-de-camp, le capitaine Myles Keogh, et par son serviteur Edward. Son épouse Pattie accourt de Rock Island (Illinois), mais elle arrive trop tard. Le général Stoneman et le lieutenant-colonel A.J. Alexander sont là. Alors qu'il agonise, Buford est saisi de délire, et il admoneste son serviteur ; mais il redevient lucide et lui dit : « Edward, excusez-moi, je ne savais pas ce que je faisais. Vous avez été un fidèle serviteur, Edward. »
Le 16 décembre à 14 heures, Buford rend l'âme dans les bras de Myles Keogh ; ses dernières paroles auraient été : « Placez des gardes sur toutes les routes, et ne laissez pas les hommes courir vers l'arrière. »

## In memoriam
Le service funéraire a lieu le 20 décembre à Washington D.C., à l'église qui se dresse au coin de H Street et de New-York Avenue ; son épouse, malade, ne parait pas, mais le président Abraham Lincoln est dans l'assistance. Parmi les porteurs de deuil se trouvent les généraux Silas Casey, Samuel P. Heintzelman, Daniel Sickles, John Schofield, Winfield S. Hancock, Abner Doubleday et Gouverneur K. Warren. Le général Stoneman conduit le cortège où l'on note la présence d'« Aigle Gris », le cheval que Buford montait à Gettysburg.
Le journal Philadelphia Inquirer du 21 décembre 1863 publie un poème :
On ne suivra plus sa silhouette audacieuse,

On ne le verra plus se jeter dans la tourmente de la bataille,

On ne poursuivra plus avec lui l'ennemi en déroute,

On n'admirera plus son écrasant coup d'alfange,

On n'entendra plus sa voix, trompette assourdissante,

Quand, dressé sur son étalon, il charge… Buford est mort !
Après le service funéraire, 2 membres de la suite de Buford (les capitaines Keogh et Wadsworth) escortent son cercueil jusqu'au cimetière de West Point. Buford est enterré à côté d'un ami, le lieutenant Alonzo Cushing, un autre héros de Gettysburg, mort à Cemetery Ridge en défendant la forteresse naturelle que Buford avait choisie.
En 1865, les membres de sa division se cotisent pour ériger un monument funéraire (un obélisque de 7,5 m de haut) sur sa tombe. Et les officiers de sa suite rédigent un panégyrique solennel à sa mémoire : « Nous appréciions pleinement ses mérites en tant que gentleman, soldat, commandant et patriote, et nous réalisons combien cette perte est irréparable pour notre arme, la cavalerie. Nous avons perdu en John Buford un ami et un chef, dont la seule ambition était notre succès, et le plus grand plaisir la recherche du bien-être, de la sécurité et du bonheur des officiers et des hommes qu'il commandait. À son infatigable activité dans tous les postes qu'il occupa, le service est largement redevable pour son efficacité, et par sa mort la cavalerie a perdu à la fois ferme ami et très ardent défenseur. Nous sommes appelés à prendre le deuil de celui qui fut toujours le meilleur et le plus tendre des pères, et notre plus grand et plus cher désir sera toujours de perpétuer sa mémoire et d'être les émules de sa grandeur. »
En 1866 le nom de Buford est donné à un fort établi au confluent des rivières Missouri et Yellowstone (dans ce qui est aujourd'hui le Dakota du Nord. Au Wyoming, entre Laramie et Cheyenne, une ville-chantier de la Transcontinental Railroad est nommée Buford en 1880 ; elle avait alors 2 000 habitants, elle n'en compte plus que 2.
En 1895 une statue en bronze (par James E. Kelly), est élevée en l'honneur de John Buford sur le champ de bataille de Gettysburg.
Un bateau lui doit son nom, le USAT Buford (cargo-paquebot lancé en 1890, ferraillé en 1929, célèbre à la fois pour avoir servi à l'expulsion des États-Unis de 249 anarchistes et communistes en 1919, et pour être représenté comme le Navigator dans La Croisière du Navigator, de Buster Keaton, en 1924).
C'est Sam Elliott qui incarne Buford dans le film Gettysburg (1993) tiré du roman « The Killer Angels » de Michael Shaara.